# Street Jack
street Jack（ストリートジャック）は、ベストセラーズが毎月24日に発行するファッション雑誌。1997年創刊。発行部数は約30万部（公称）。2017年12月号（10月24日発行号）で定期刊行を一旦休止。

## 概要
裏原宿の古着ファッションやスニーカーを中心に取り上げており、美容師、学生などがモデルになっている。
増刊号に渋谷系ファッションを取り上げたWolf Ashがある。